# Pedro Roig
Pedro Roig (Terrassa, 22 dicembre 1938 – Terrassa, 22 novembre 2018) è stato un hockeista su prato spagnolo.

## Palmarès
- Giochi olimpici

Roma 1960: bronzo.